# Agostino Mantovani
Agostino Mantovani (ur. 27 czerwca 1937 w Castellucchio) – włoski polityk, działacz rolniczy i publicysta, od 1991 do 1994 poseł do Parlamentu Europejskiego.

## Życiorys
Ukończył studia agronomiczne na Katolickim Uniwersytecie Najświętszego Serca w Piacenzy. Działał w licznych organizacjach zrzeszających rolników, był m.in. przewodniczącym związków rolniczych w prowincjach Mantua i Brescia, dyrektorem regionalnej federacji rolniczej w Lombardii oraz sekretarzem krajowym zrzeszenia dzierżawców rolnych. Kierował też regionalną agencją rozwoju rolnictwa (ERSAL) w Lombardii i zajmował kierownicze stanowiska w krajowym związku rolników. Przez 30 lat był sekretarzem fundacji rolnego banku kredytowego w Brescii. Zajął się też działalnością publicystyczną, pisząc artykuły do prasy krajowej i lokalnej, został m.in. redaktorem periodyków „Agricoltore Bresciano”, „Lombardia Agricola” i „Volontari e Terzo mondo”. Opublikował około 20 książek (dotyczących głównie rolnictwa, turystyki i środowiska).
W 1989 bez powodzenia kandydował do Parlamentu Europejskiego z listy Chrześcijańskiej Demokracji, mandat objął 23 kwietnia 1991 w miejsce Giovanniego Gorii. Przystąpił do Europejskiej Partii Ludowej. Został m.in. wiceprzewodniczącym Delegacji ds. stosunków z Islandią (1992–1994) oraz Komisji ds. Rozwoju i Współpracy (1993–1994), należał też do wielu delegacji międzynarodowych.
Kawaler Orderu Zasługi Republiki Włoskiej.